# Enric V de Caríntia
Enric I d'Eppenstein († 1122), fou marcgravi d'Ístria (Enric I d'Ístria) i duc de Caríntia com Enric V de Caríntia.
Era fill del comte Marcuard IV († 1076), duc de Caríntia en disputa amb Bertold II de Caríntia de la casa de Zahringen (1073-1076), comte d'Eppenstein, vogt de Brixen, Rosazzo i St. Lambrecht, i de la seva esposa Liutbirga de Plain († vers 1103), filla del comte Liutold II de Plain. A la mort d'aquest el seu fill Liutold fou reconegut com a duc de Caríntia (1076-1090) i fou també comte d'Eppenstein, marcgravi de Verona i vogt d'Aquileia. Com a marcgravi de Verona va donar el govern d'Ístria al seu germà Enric I, que després el va succeir a Caríntia, quan Luitold va morir sense fills; va portar els títol de comte d'Eppenstein i marcgravi d'Ístria, de Carniola, (si bé el marcgraviat de Carniola fou mantingut per la dinastia de Weimar), de Friül i a la mort del seu germà els de marcgravi de Caríntia (1090-1122) i de Verona (1090-1122) i vogt d'Aquileia (1076 o 1090?–1101/02) així com de Moosburg. Vers el 1090 va reconèixer Ístria a Engelbert I de Sponheim (que fou marcgravi com Engelbert I d'Ístria).
Enric es va casar amb Beatriu de Diessen († 1096), filla del comte Otó I de Diessen († 1065); es va casar en segones noces amb una Liutgarda; i en terceres amb Sofia d'Àustria o Babenberg, filla del marcgravi Leopold II de Babenberg el Bell (1075- 1080). A la seva mort el 1122 el va succeir a Caríntia Enric VI de Caríntia (comte Enric IV de Sponheim).